# Édouard Muller
Pour les articles homonymes, voir Édouard Müller et Muller.
Édouard Muller, né le 8 juin 1919 à Neuilly-sur-Seine et mort le 28 mai 1997 à Maisons-Laffitte, est un coureur cycliste français. Professionnel de 1942 à 1955, il remporte 8 victoires.

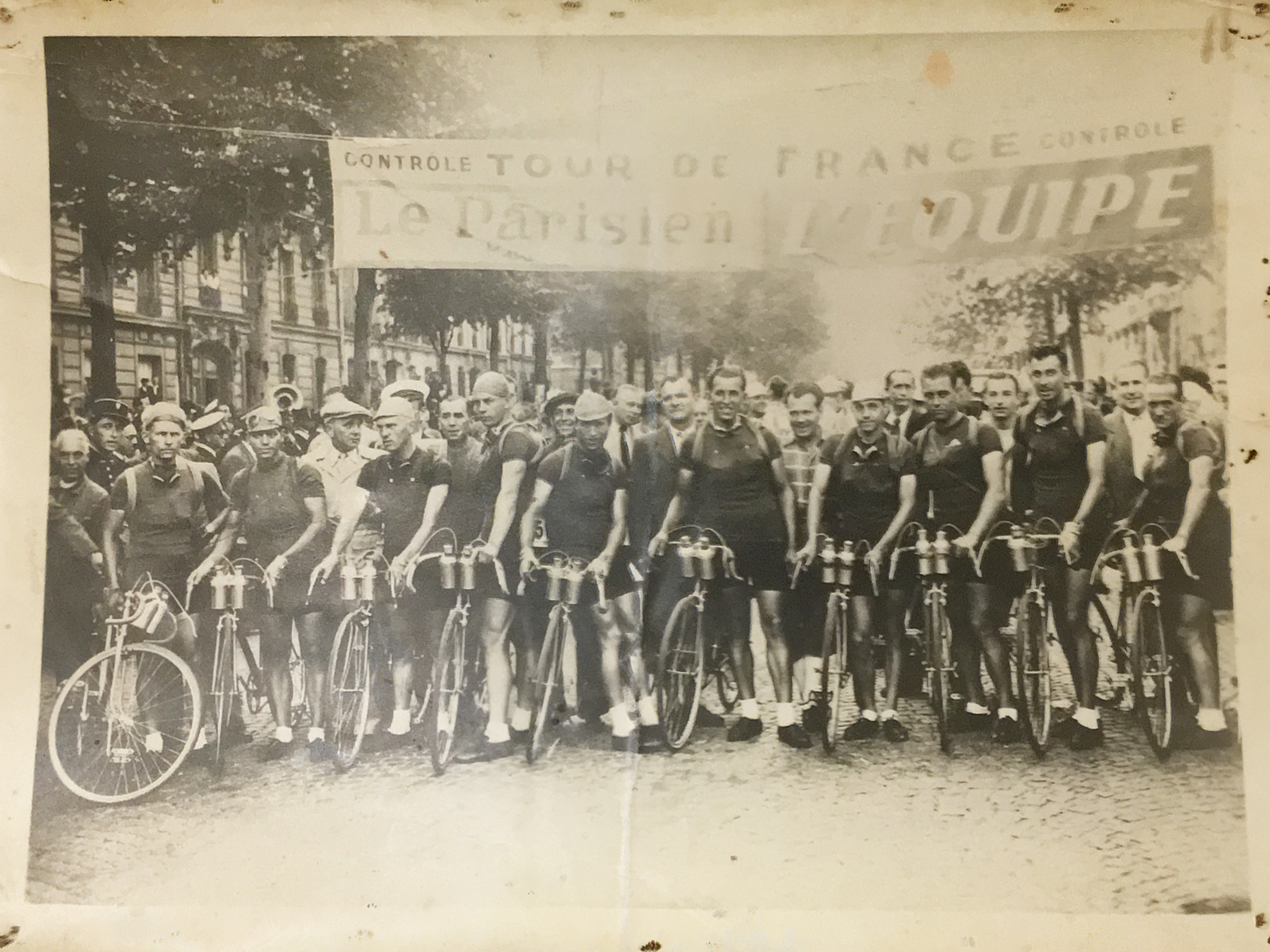

## Palmarès
- 1936
  - 2e de Paris-Romilly
- 1937
  - 2e de Paris-Breuiteuil
  - 2e de Paris-Cayeux
  - 2e du Paris-Épernay
- 1938
  - 3e de Paris-Dieppe
- 1941
  -  Champion de France des sociétés de poursuite
  - 2e de Paris-Évreux
  - 2e du Critérium de France des sociétés (zone occupée)
- 1943
  - 2e de Bordeaux-Angoulême
- 1945
  - 3e du Critérium du Centre
  - 6e de Paris-Roubaix
- 1946
  - 3e du Tour de la Manche
- 1947
  - Tour de l'Ouest :
    - Classement général
    - 3e étape

  - 2e étape du Circuit de l'Indre
  - 1re étape du Grand Prix du Débarquement Nord
  - 2e du Circuit de l'Indre
  - 2e de Paris-Montceau-les-Mines

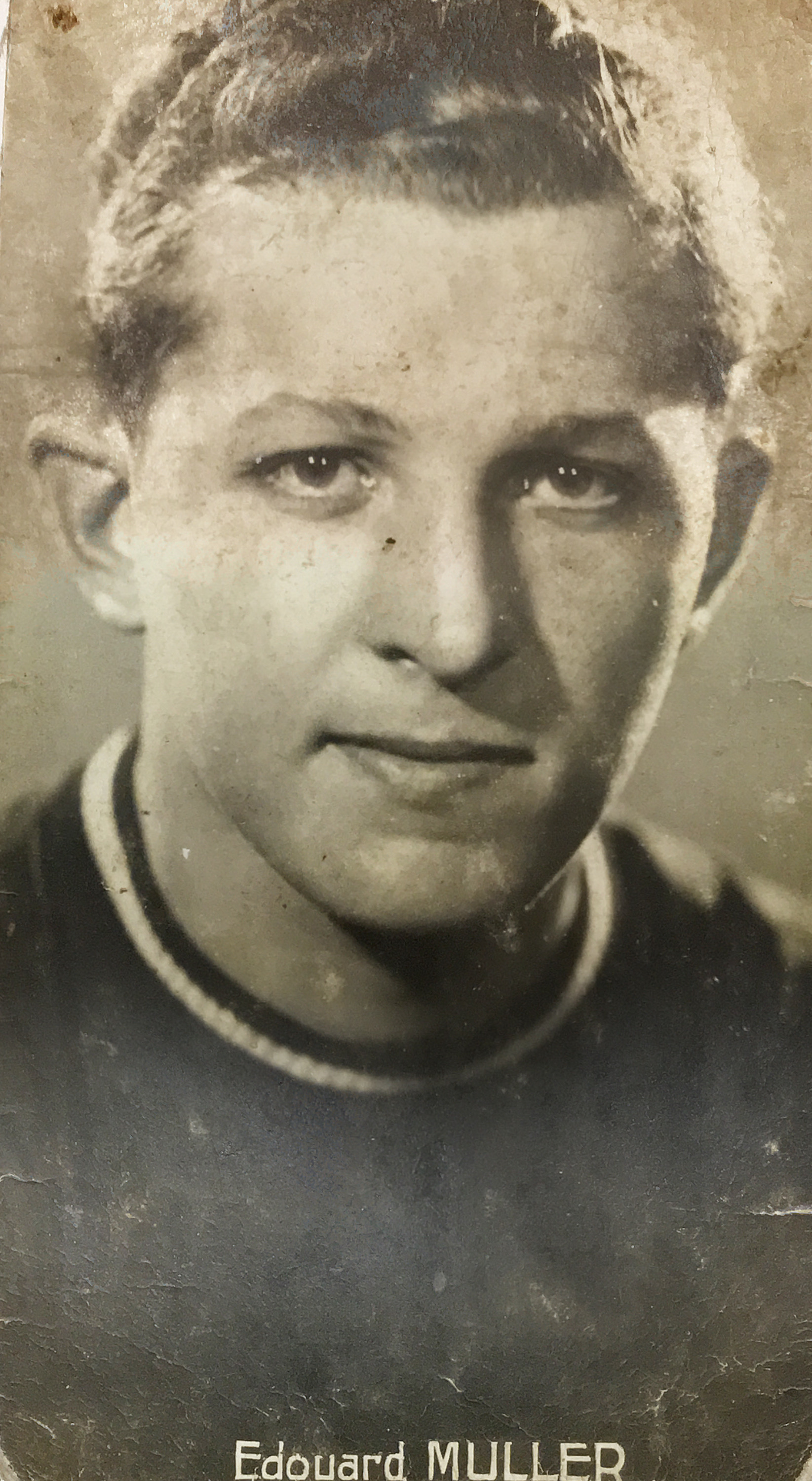

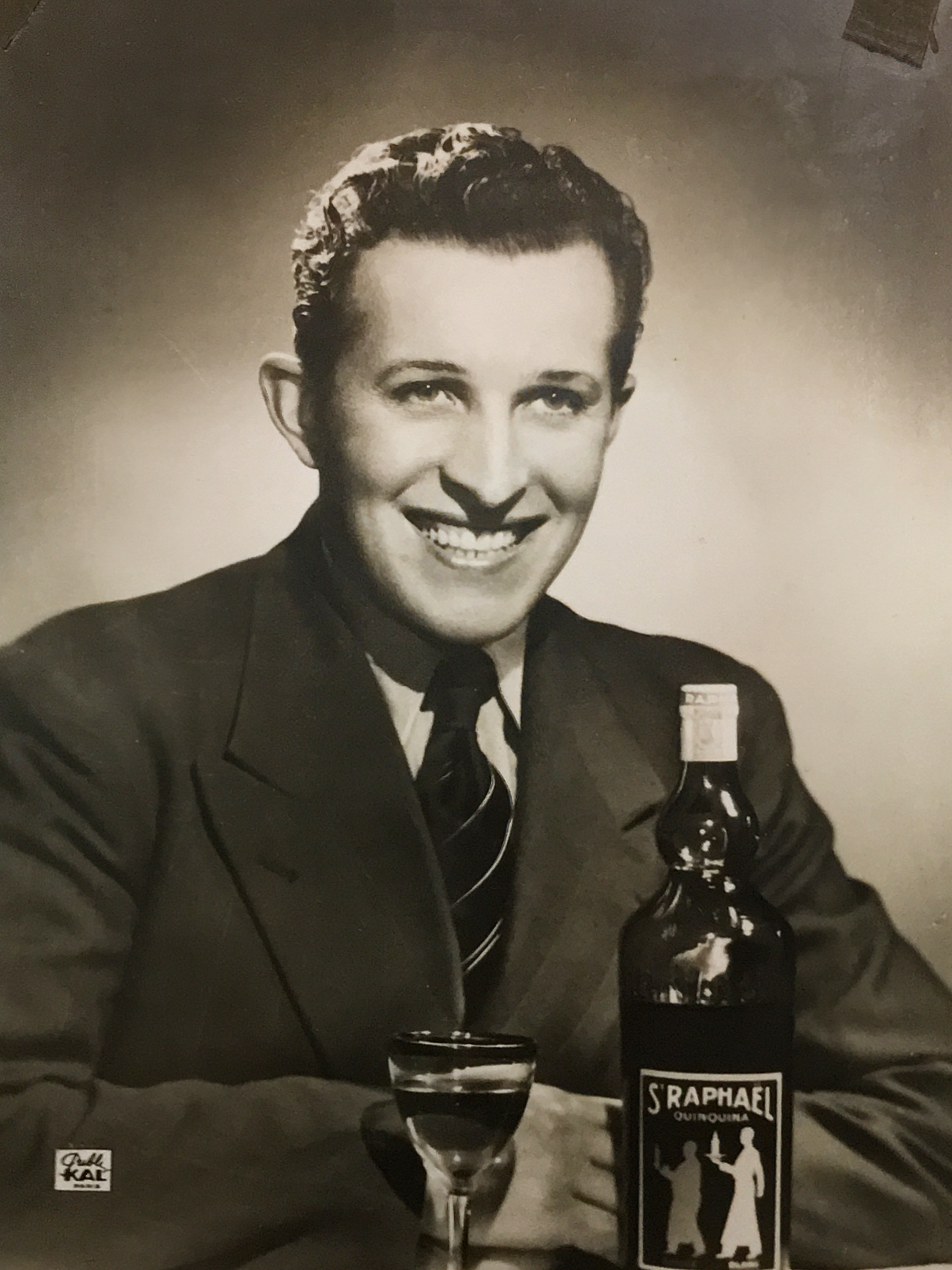

- 1949
  - Grand Prix du Courrier picard
- 1950
  - 2e étape du Tour de l'Ouest
  - 2e du Circuit de l'Aulne
- 1951
  - Grand Prix des Alliés
  - Paris-Clermont-Ferrand
  - Paris-Montceau-les-Mines
  - 6e étape du Tour de France
  - 6e étape du Tour de l'Ouest
  - 2e de Paris-Brest-Paris
  - 2e du Circuit Charentais
- 1952
  - 2e de Paris-Camembert
  - 3e du Circuit du Morbihan
- 1953
  - Grand Prix d'Espéraza
- 1957
  - 3e de Paris-Samois

## Résultats sur les grands tours

### Tour de France
5 participations
- 1947 : 36e
- 1948 : abandon (12e étape)
- 1949 : 44e
- 1951 : 41e, vainqueur de la 6e étape
- 1952 : hors délais (2e étape)

### Tour d'Italie
- 1951 : abandon